# Esteve Tomàs i Torrens
Esteve Tomàs i Torrens (l'Hospitalet de Llobregat, 12 de setembre de 1944) és un polític català nascut a l'Hospitalet de Llobregat i instal·lat a Vilafranca del Penedès.

## Biografia
Enginyer tècnic agrícola per l'Escola Superior d'Agricultura de Barcelona, ha estat assessor del president de la Diputació de Barcelona per a l'acció territorial. Fou cofundador d'Unió de Pagesos el 1974, de la que n'ha estat secretari de l'Alt Penedès. També fou militant del Sindicat Democràtic d'Estudiants, de la UGT i de Convergència Socialista de Catalunya (1976) des de la qual passà al PSC-PSOE.
A les eleccions municipals espanyoles de 1987 fou elegit regidor del PSC de Vilafranca del Penedès. També fou elegit diputat a les eleccions al Parlament de Catalunya de 1980, 1984, 1988 i 1992. Dins del Parlament de Catalunya ha estat vicepresident de la comissió d'Agricultura, Ramaderia i Pesca (1980-1983), president de la comissió de Política Territorial (1983-1992).
Ha estat senador designat pel Parlament el 1992-1993. El 2005 fou nomenat director general de Ports i Transports del Departament de Política Territorial i Obres Públiques i el 2007 director del Programa per a la mobilitat i grans infraestructures de la Secretaria per a la Mobilitat. Tambe fou nomenat directo del zoo de Barcelona